# Gilletinus corrugatus
Gilletinus corrugatus is een keversoort uit de familie cognackevers (Bolboceratidae). De wetenschappelijke naam van de soort werd in 1924 gepubliceerd door Arthur Mills Lea.